# Drago
Drago je moško osebno ime.

## Izvor imena
Ime Drago je slovansko ime in se najpogosteje pojmuje kot skrajšana oblika iz zloženih slovanskih imen s sestavino drag, npr. Dagomir, Dragoslav, Dragoljub in druga. Ni pa nemogoč tudi nastanek imena Drago naravnost iz pridevnika drag.

## Različice imena
- moške različice imena: Dragan, Dragec, Dragi, Dragislav, Dragič, Dragiša, Dragoljub, Dragomer, Dragomil, Dragomir, Dragoslav, Dragutin, Draža, Draže, Dražen, Draženko, Dražislav, Dražigost
- ženske različice imena: Draga, Dragana, Dragica, Draginja, Dragomira, Dragoslava, Dragotina

## Pogostost imena
Po podatkih Statističnega urada Republike Slovenije je bilo na dan 31. decembra 2007 v Sloveniji število moških oseb z imenom Drago: 6.270. Med vsemi moškimi imeni pa je ime Drago po pogostosti uporabe uvrščeno na 39. mesto.

## Osebni praznik
V koledarju je ime Drago skupaj z imenom Karel; god praznuje 28. januarja, 3. junija in 4. novembra.